# 4805 Asteropaios
4805 Asteropaios eller 1990 VH7 är en trojansk asteroid i Jupiters lagrangepunkt L5. Den upptäcktes 13 november 1990 av den amerikanska astronomen Carolyn S. Shoemaker vid Palomar-observatoriet. Den är uppkallad efter Asteropaios i den grekiska mytologin.
Asteroiden har en diameter på ungefär 57 kilometer.